# Narodni park Saltfjellet-Svartisen
Narodni park Saltfjellet-Svartisen (norveško Saltfjellet–Svartisen nasjonalpark) je četrti največji narodni park na Norveškem. Spada v občine Beiarn, Meløy, Rana, Rødøy, Saltdal in Bodø v okrožju Nordland.
Park je bil ustanovljen leta 1989 z namenom ohranjanja in varovanja čudovitega in skoraj nedotaknjenega gorskega sveta z rastlinskimi in živalskimi vrstami ter geološkimi razmerami. Skupaj z naravnima rezervatoma Gåsvatnan in Saltfjellet ter naravnima rezervatoma Storolia in Blakkådalen tvori park veliko varstveno območje.

## Geografija, pokrajina in geologija
Saltfjellet-Svartisen ima zelo raznoliko pokrajino. Od Nordfjorda na zahodu se park razteza preko 1500 m visokih gora in ledenikov do rodovitnih rečnih dolin in odprtih planot na vzhodu. V zahodnem delu parka je 370 km² velik ledenik Svartisen, ki je zaradi taljenja ledenikov v zadnjih desetletjih pravzaprav razpadel na dva ločena ledenika. Nekateri ledeniški jeziki segajo vse do Norveškega morja. Na vzhodu park vključuje gorsko verigo Saltfjell. Tam je tudi najvišja gora v narodnem parku, 1751 m visoka gora Ørfjellet. Arktični krog poteka južno od parka.
Prevladujoča kamnina, zlasti v središču parka, je apnenec, zato so tam tudi številne kraške jame.

## Flora in favna
Obstaja naravna severna in južna meja za številne rastlinske vrste vzdolž arktičnega kroga in s tem tudi v parku. To skupaj z apnenčastimi tlemi zagotavlja bujno rastlinstvo. Verjetno najredkejši rastlini v parku sta laponski rododendron (Rhododendron lapponicum) in alpska velesa (Dryas octopetala).
Ris in rosomah živita po vsem parku, medtem ko losi živijo predvsem v dolinah parka.

## Dediščina
Najstarejše najdbe samijskih naselij segajo v 9. stoletje. Najdeni so bili ostanki svetišč, pasti in ograj. Reja severnih jelenov se v parku izvaja že od 16. stoletja, vendar predvsem v Lønsdalnu.
V nekaterih gorskih dolinah so našli ostanke manjših kmečkih naselij iz 19. stoletja. Televerket je leta 1867 po stari cesti med Rano in Saltenom položil telefonsko linijo.

## Turizem in administracija
V parku so številne označene pohodne poti in skupno 15 planinskih koč s prenočišči. Nordland nasjonalparksenter je v Storjordu med narodnima parkoma Saltfjellet-Svartisen in Junkerdal ter služi kot informacijsko središče za vse narodne parke v okrožju Nordland.
Od leta 2007 se razmišlja o razširitvi narodnega parka.